# 香港大廈
香港大廈（英語：Hong Kong Mansion），是香港島灣仔區內的一幢商住大樓，位於銅鑼灣香港崇光百貨毗鄰。
大廈於1966年建成，臨街一層是商店，基座為商場銅鑼灣地帶，樓上是住宅，由興雲置業發展。

## 鄰近
- 怡和街
- 百德新街
- 記利佐治街
- 東角中心
- 黃金廣場
- 希慎廣場
- 金堡中心
- 英光大廈
- 京華中心
- 麥當勞大廈

## 外部連結
- 香港大學圖書館：「香港大廈」售樓說明書 （页面存档备份，存于）